# Императив (философия)
Императи́в (лат. imperativus — повелительный, от лат. impero — повелеваю) — требование, приказ, закон.
С появлением кантовской «Критики практического разума», императив — это общезначимое предписание, в противоположность личному принципу (максиме); правило, выражающее долженствование (объективное принуждение поступать так, а не иначе).
Гипотетический императив имеет силу лишь при известных условиях; категорический императив выражает безусловное, неуклонное долженствование, он устанавливает форму и принцип, которым нужно следовать в поведении.
Категорический императив, или императив нравственности, формулируется Кантом следующим образом: «Поступай так, чтобы максима твоей воли в любое время могла стать принципом всеобщего законодательства». В другом источнике указано что Категорический императив — по терминологии И. Канта, нравственный долг в безусловно-повелительной форме.